# Mycetophila corsica
Mycetophila corsica är en tvåvingeart som beskrevs av Edwards 1928. Mycetophila corsica ingår i släktet Mycetophila och familjen svampmyggor. Inga underarter finns listade i Catalogue of Life.